# 40 Хармонија
40 Хармонија (енгл. 40 Harmonia) је астероид главног астероидног појаса. Приближан пречник астероида је 107,62 km,
а средња удаљеност астероида од Сунца износи 2,267 астрономских јединица (АЈ).
Инклинација (нагиб) орбите у односу на раван еклиптике је 4,256 степени, а орбитални период износи 1246,905 дана (3,413 године). Ексцентрицитет орбите астероида износи 0,046.
Апсолутна магнитуда астероида износи 7,00 а геометријски албедо 0,241.
Астероид је откривен 31. марта 1856. године.